# Lin Chen-Hao
Lin Chen-Hao (23 de octubre de 1997) es una deportista taiwanesa que compite en judo. Ganó una medalla de bronce en el Campeonato Asiático de Judo de 2021 en la categoría de –48 kg.

## Palmarés internacional
| Representando a China Taipéi |                     |                   |           |
| Campeonato Asiático          |                     |                   |           |
| Año                          | Lugar               | Medalla           | Categoría |
| 2021                         | Biskek (Kirguistán) | Medalla de bronce | –48 kg    |